# エリック・ゼントナー
エリック・ゼントナー（Eric Zentner、1981年2月20日 - 2011年3月26日）は、2000年代における活動から主に知られた米国出身の男性ファッションモデル。
ヴェルサーチやルイ・ヴィトンなどのファッションブランドの広告の仕事が特に著名となったほか、ケイティ・ペリーの楽曲のミュージックビデオへの出演なども広く知られた。

## 来歴
『エリック・バーネル・ゼントナー』(Eric Burnell Zentner)の名でカリフォルニア州ヨロ郡のウィンターズという町に出生。プロのモデル業を開始したのは19歳のときであった。本人が雑誌上で語ったところによると、レストランへ入ろうと歩いていたときにスカウトを受けたのであったという。
ヴェルサーチ、H&M、メイシーズなどの広告や、マーク・ジェイコブス、ルイ・ヴィトン、グッチのショーに登場。
なかでも特に著名となったのが、ヴェルサーチ、ルイ・ヴィトン、ならびにマークジェイコブスとの仕事であった。
2008年に発売されたケイティ・ペリーの『ホット & コールド』のミュージックビデオに出演。ほかナイキやK-スイスなどといったブランドの広告への登場などが晩年の活動として知られた。

## 死
2011年3月26日 ― カリフォルニア州サクラメントに住む母親のもとに向かう道すがら、サンタバーバラ郡内でひき逃げに遭って即死。30歳であった。

## 外部
- 『Eric Zentner』 インターネット・ムービー・データベース
- 『Eric Zentner』 モデルメイヘム